# ドナルド・ケーガン
ドナルド・ケーガン（Donald Kagan, 1932年5月1日 - 2021年8月6日）はアメリカ合衆国の歴史学者。リトアニア出身。古代ギリシア史を専攻、ペロポネソス戦争について4冊の有名な大著を著している。
1989年から1992年にかけてイェール大学の学部長を務め、それ以前はコーネル大学の歴史学部で教えていた。
ニューヨーカーの書評によると、ジョージ・ステイナーはケーガンの名高い4冊の大著を「北米の一番の歴史的成果というにふさわしい賞賛すべき傑作である」としており、彼に限らずケーガンは一般的に、現代における古代ギリシア史の主要な歴史学者だと思われている。

## 経歴
リトアニアのユダヤ人の家庭に生まれ、父の死後間もなく家族と共に移住したニューヨーク州ブルックリンのブラウンズビルで成長、ブルックリンカレッジを卒業し、ブラウン大学で修士号を、1958年オハイオ州立大学で博士号を取得した。そのスタンスは、当初は自由民主主義的だったが、1970年代までには変わり、1997年にはアメリカ新世紀プロジェクトの始動を考える新保守主義（ネオコン）の主要な声明書に自ら著名するようになっている。
ジム・ローベによると、クライグ・エンジャーの『ブッシュ家の崩壊』に引用されるが、1960年代後半に、コーネル大学が生徒達の抗議により黒人学習プログラムに圧力をかけられた時、それを引き起こした自由主義から訣別したという。彼は書いている「デモ行為の監督者としてのネヴィル・チェンバレンのあらゆる勇気を見て、強い衝撃を受け、私はより保守的になっていった。」と。そして、2000年クリスマスの大統領選挙では、ケーガンと息子のフレデリック・ケーガンは、『白いアメリカの惰眠』を出版して国防費の増額を訴えている。
2002年に全米人文科学基金（NEH）から国家人文学メダルを授与され、彼は2005年にNEHが「連邦政府による知的な達成を示す最高の名誉」とするところのジェファーソンレクチャー（米国の有名な公式講義の一つ）の講師に選ばれている。
ケーガンのジェファーソンレクチャーは「国防の歴史」と題され、そこで彼は、歴史学は人文学の中でもとりわけ大切な学問である、と主張した。
イェール大学の古典学及び歴史学におけるスターリング教授であった。
2021年8月6日、ワシントンD.C.のリタイヤメント・ホームにて89歳で死去。

## 著書
- Kagan, Donald. (1965). The Great Dialogue: A History of Greek Political Thought from Homer to Polybius. New York: Free Press. OCLC 63980809
- Kagan, Donald. (1969). The Outbreak of the Peloponnesian War. Ithaca: Cornell University Press. ISBN 0-8014-0501-7.
- Kagan, Donald. (1974). The Archidamian War. Ithaca: Cornell University Press. ISBN 0-8014-0889-X.
- Kagan, Donald. (1981). The Peace of Nicias and the Sicilian Expedition. Ithaca: Cornell University Press. ISBN 0-8014-1367-2.
- Kagan, Donald. (1987). The Fall of the Athenian Empire. Ithaca: Cornell University Press. ISBN 0-8014-1935-2
- Kagan, Donald. (1991). Pericles of Athens and the Birth of Democracy. New York: The Free Press. ISBN 0-684-86395-2.
- Kagan, Donald. (1995). On the Origins of War and the Preservation of Peace. New York: Doubleday. ISBN 0-385-42374-8.
- Kagan, Donald and Kagan, Frederick. (2000). While America Sleeps. New York: St. Martin's Press. ISBN 0-312-20624-0.
- Kagan, Donald, Craig, Albert M., Graham, William A., Ozment, Steven, and Turner, Frank M. (2000). The Heritage of World Civilizations.
- Kagan, Donald, Ozment, Steven, and Turner, Frank M.. (2003). The Western Heritage. New York: Prentice Hall. ISBN 0-13-182839-8.
- Kagan, Donald. (2003). The Peloponnesian War. New York: Viking Press. ISBN 0-670-03211-5.
- Kagan, Donald. (2009). Thucydides: The Reinvention of History. New York: Viking Press. ISBN 0-670-02129-6.